# BAX Global

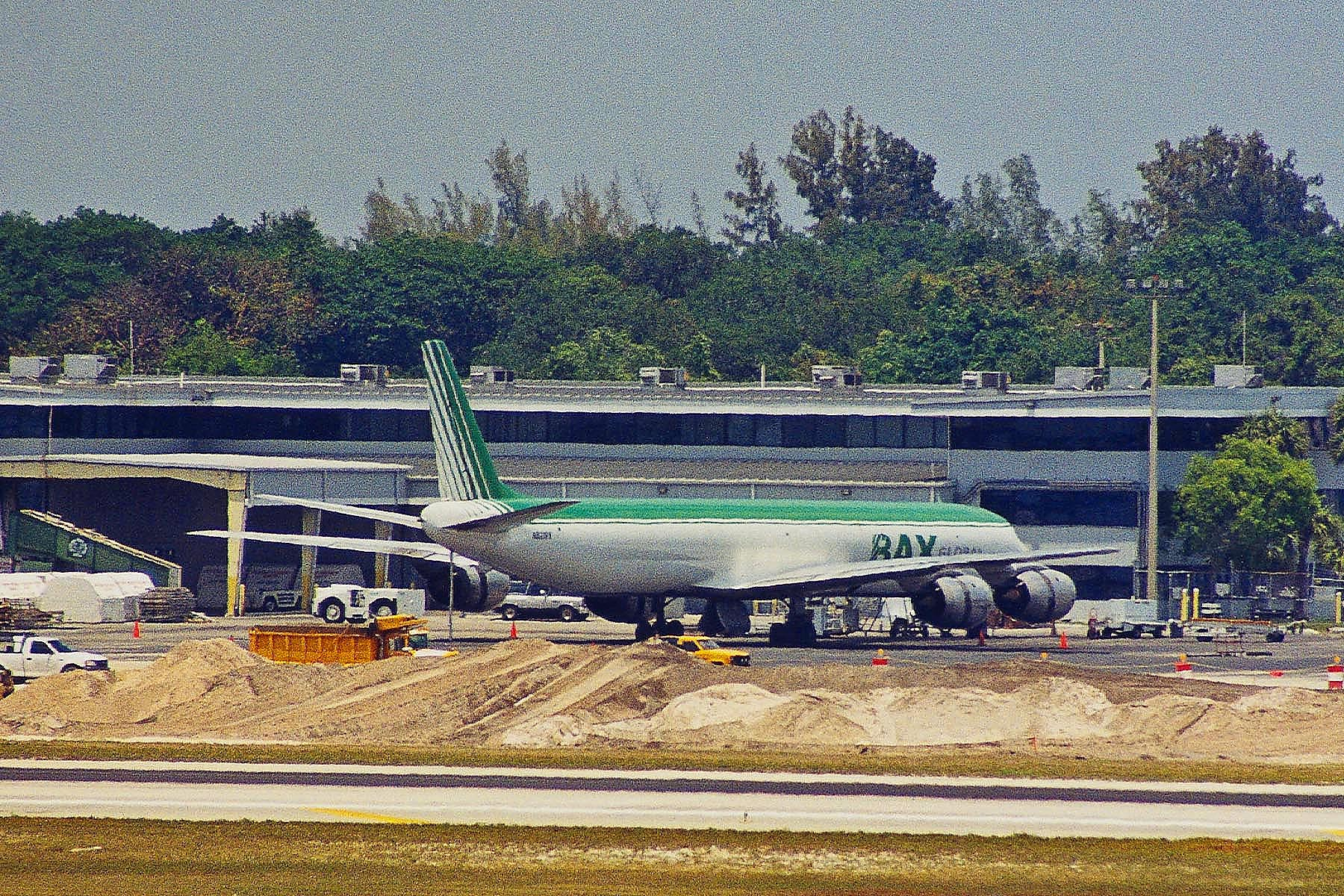
BAX Global Douglas DC-8-71 (F) (N821BX) à l'aéroport international de Fort Lauderdale – Hollywood.

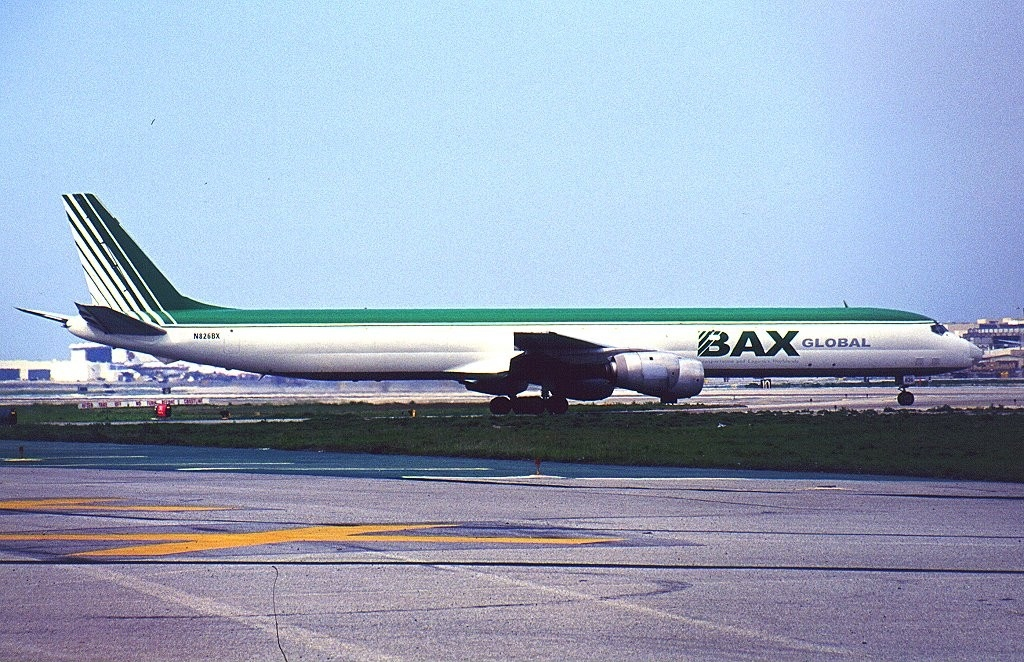
BAX Global Douglas DC-8-71 (F) (N826BX) à l'aéroport international de Los Angeles.

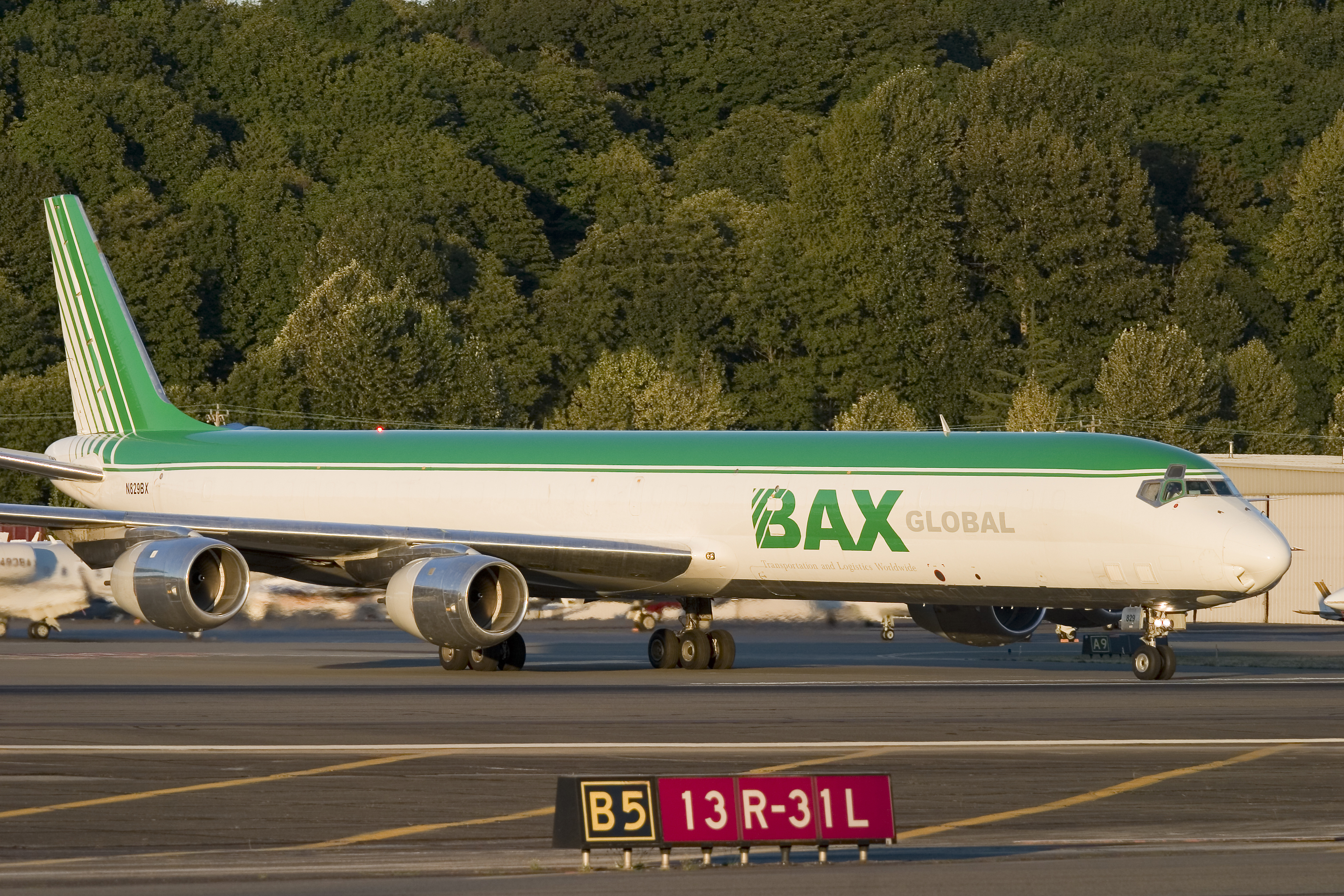
BAX Global Douglas DC-8-71 (F) (N829BX) à l'aéroport international de King County.

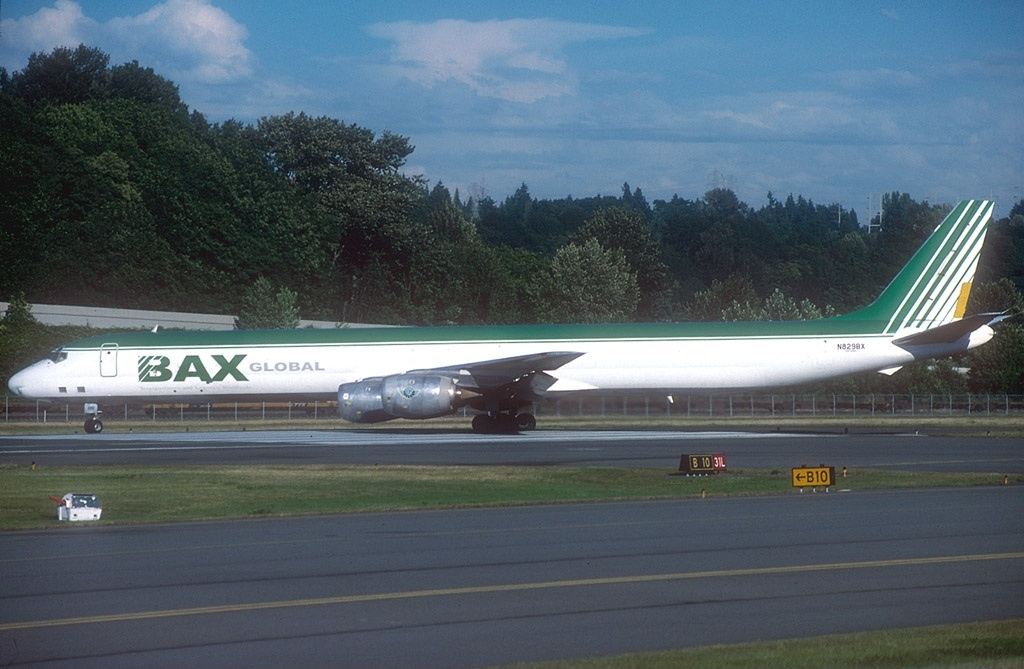
BAX Global Douglas DC-8-71 (F) (N829BX) à l'aéroport international de King County.

BAX Global est une compagnie  internationale américaine de fret dont le siège est à Irvine, en Californie, et possède d’autres bureaux importants en Australie, à Singapour, à Londres, aux Pays - Bas et à Toledo, dans l’Ohio. 
La société fondée en 1971 exploite également une compagnie aérienne. Après avoir été acquis par DB Logistics en janvier 2006, Bax Global est en cours d’intégration avec Schenker, la branche fret terrestre, maritime et aérien de DB Logistics. DB Logistics est la division transport et logistique de Deutsche Bahn, la compagnie de chemin de fer allemande appartenant à l'État. 
BAX Global compte 12 000 employés, 500 bureaux dans 133 pays et réalise un chiffre d'affaires de 2,9 milliards USD. 

## Histoire
La société a initialement ouvert ses portes dans 15 villes des États-Unis le 15 juin 1972 sous le nom de Burlington Northern Air Freight, Inc. (BNAFI), une filiale de Burlington Northern Railroad. En 1982, BNAFI a été acquise par la société Pittston, qui est devenue plus tard Brink's. En 1986, BNAFI a changé de nom et s'appelle désormais Burlington Air Express, se repositionnant ainsi en tant que compagnie de courrier express de nuit. La société a acquis WTC Air Freight en 1987. En 1997, la société a pris le nom de BAX Global, reflétant son expansion sur tous les continents. 
Le 31 janvier 2006, BAX Global a été acquise par l'intermédiaire de Brink par DB Logistics, la division Transport et logistique de Deutsche Bahn, pour un montant de 1,1 milliard de dollars. 
Burlington Air Express possédait une flotte d’appareils dédiés, propriété de et exploitée par Air Transport International (ATI), société sœur également détenue par Brinks. Au moment de la vente de BAX Global à DB Logistics, ATI a été vendue à Cargo Holdings International. Cargo Holdings International est toujours sous contrat avec BAX Global pour fournir un ascenseur dédié. 
En juillet 2011, Schenker Inc. (DB Schenker Logistics) a annoncé qu'elle abandonnerait ses activités de fret aérien aux États-Unis, au Canada et au Mexique et cesserait donc d'utiliser la flotte restante de 20 appareils la semaine prochaine. La cargaison a commencé à être transportée par des camions. Cette décision a touché 700 employés et représenté 10% de l’activité de Schenker Inc. dans ce domaine.  

## Flotte
(avant acquisition) 
- 18 Douglas DC-8 F
- 10 Boeing 727-200F
- Plusieurs Boeing 747 pour les charters internationaux